# Ruth Zechlin

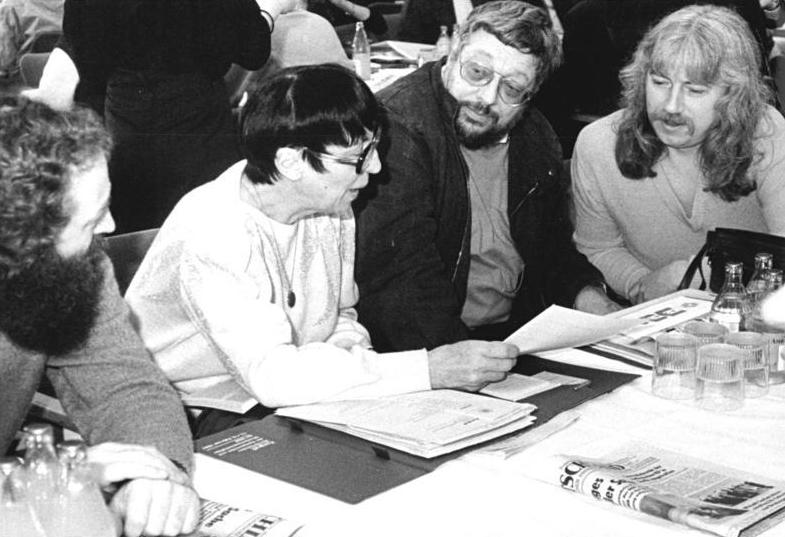
Ruth Zechlin auf dem Komponistenkongress 1987, mit Reinhard Lakomy und Reiner Bredemeyer (v. r. n. l.)

Ruth Zechlin, geborene Oschatz (* 22. Juni 1926 in Großhartmannsdorf; † 4. August 2007 in München) war eine deutsche Komponistin, Cembalistin und Organistin. Im Jahr 1990 war sie Rektorin der Hochschule für Musik „Hanns Eisler“ Berlin und von 1990 bis 1993 Vizepräsidentin der Akademie der Künste zu Berlin.

## Leben
Ruth Oschatz wurde 1926 als Tochter der Pädagogen Hermann und Friedel Oschatz, geborene Tillich, im sächsischen Großhartmannsdorf bei Freiberg geboren. Ihre Großeltern mütterlicherseits besaßen eine Klavierfabrik in Borna. Ruths Vater übernahm 1928 eine Dozentur an der Universität Leipzig und die Familie Oschatz ließ sich dort nieder. 1937 wurde ihre Schwester, die spätere Mezzosopranistin Gisela Pohl geboren. Ruth sang in ihrer Kindheit in einer Jugendkantorei, wo sie sich mit Gisela May anfreundete. Sie erhielt bereits als Fünfjährige Klavierunterricht und verfasste im Alter von sieben Jahren ihre erste Komposition. Im März 1943 bewarb sie sich erfolgreich um Aufnahme an der Leipziger Musikhochschule.
Ab 1943 studierte sie Tonsatz und Chordirigieren bei Johann Nepomuk David und Klavier bei Anton Rohden. Kurz vor Kriegsende musste sie in den Junkers-Flugzeugwerken in Crimmitschau arbeiten. 1945 wurde sie unter dem Kantor Johannes Piersig stellvertretende Organistin in der Nikolaikirche. Das Studium in Leipzig nahm sie bei Karl Straube (Orgel) und Günther Ramin (Liturgisches Orgelspiel und Improvisation) wieder auf. Weitere Lehrer waren Hermann Heyer in Musikgeschichte, Wilhelm Weismann in Tonsatz und Rudolf Fischer in Klavier. 1949 schloss sie es mit dem Staatsexamen ab. Danach unterrichtete sie für ein Jahr Gehörbildung und Klaviermethodik.
Georg Knepler holte sie 1950 nach Berlin. Sie erhielt eine Dozentur für Harmonielehre, Kontrapunkt, Formenlehre und Musikkunde an der Deutschen Hochschule für Musik. Pädagogisch arbeitete sie mit Rudolf Wagner-Régeny und Hanns Eisler zusammen, die sie mit den Werken der Zweiten Wiener Schule bekannt machten. Als Cembalistin unternahm sie zudem ausgiebige Konzertreisen in viele Länder Europas. Sie wurde 1950 Mitglied der NDPD (in den 1980er Jahren wechselte sie in die CDU). Seit 1952 mit dem Pianisten Dieter Zechlin verheiratet, ließ sie sich 1971 von ihm scheiden. 1969 wurde sie als Professorin für Komposition berufen. Im gleichen Jahr wurde sie als außerordentliches und 1970 ordentliches Mitglied der Akademie der Künste der DDR gewählt. Dort leitete sie anschließend eine Meisterklasse für Komposition. Sie stand im engen Kontakt zu den Komponisten Hans Werner Henze und Witold Lutosławski. Nach ihrer Emeritierung 1986 lehrte sie als Gastprofessorin. Seit 1990 war sie Mitglied der Akademie der Künste in Berlin, deren Vizepräsidentin sie bis 1993 war. Am 28. Oktober 1989 beteiligte sie sich an dem Konzert Gegen den Schlaf der Vernunft in Berlin. 1990 war sie kurzzeitig als Nachfolgerin von Erhard Ragwitz Rektorin der Hochschule für Musik „Hanns Eisler“ Berlin.
Nach der politischen Wende zog sie nach Bayern und lebte für einige Jahre in Passau, wo auch ihre Tochter Claudia wohnte. Sie freundete sich mit dem Bischof von Passau Franz Xaver Eder und dem Intendanten Pankraz Freiherr von Freyberg an.
Sie wurde auf dem Friedhof in Pfaffenhofen an der Ilm beigesetzt. Ihr Nachlass ist heute im Besitz der Staatsbibliothek zu Berlin.

## Schüler
Zu ihren Kompositionsschülern gehören Stefan Carow, Gerd Domhardt, Hans Ostarek, Stephan Winkler, Henry Berthold, Reiner Böhm, Thomas Böttger, Thomas Buchholz, Peter Dege, Zwetan Denev, Jörg Herchet, Ralf Hoyer, Peter Jarchow, Georg Katzer, Stefan Malzew, Bert Poulheim, Johannes Reiche, Dieter Reuscher, Hans Thiemann, Jan Trieder, Bernd Wefelmeyer, Manfred Weiss und Hans Jürgen Wenzel.

## Ehrungen, Preise und Auszeichnungen
- 1957: Silbermedaille der Weltfestspiele der Jugend und Studenten in Moskau (für die „Sonatine für Flöte und Klavier“)
- 1962: Goethepreis der Stadt Berlin
- 1965: Kunstpreis der DDR
- 1968: Hanns-Eisler-Preis (für „Gedanken über ein Klavierstück von Prokofjew“)
- 1968: Kritikerpreis der Berliner Zeitung[5] (für die Oper für Schauspieler „Reineke Fuchs“)
- 1969: Kunstpreis des FDGB für Literatur und Musik[6]
- 1970: Außerordentliches Mitglied der Sektion Musik der Akademie der Künste, Berlin (Ost)
- 1972: Ordentliches Mitglied der Sektion Musik der Akademie der Künste, Berlin (Ost)
- 1972: Verdienstmedaille der DDR
- 1975: Nationalpreis der DDR für Kunst und Literatur, III. Klasse (für das „Orgelkonzert I“)
- 1982: Nationalpreis der DDR für Kunst und Literatur, II. Klasse (für die Orchesterwerke)
- 1985: Vaterländischer Verdienstorden in Bronze[7]
- 1993: Mitglied der Sektion Musik der Akademie der Künste, Berlin
- 1996: Heidelberger Künstlerinnenpreis
- 1997: Mitglied der Freien Akademie der Künste Mannheim
- 1997: Bundesverdienstkreuz 1. Klasse
- 1998: Ehrenmitglied des Deutschen Musikrates
- 2001: Bayerischer Maximiliansorden für Wissenschaft und Kunst

## Darstellung Ruth Zechlins in der bildenden Kunst
- Susanne Kandt-Horn: Die Komponistin Ruth Zechlin (Öl, 1964)[8]

## Kompositionen und Schriften (Auswahl)
Zechlin schuf sowohl Instrumental- und Vokalmusik als auch Bühnenwerke, sowie Musik für Hörspiele, Dokumentar- und Fernsehfilme. Ihr Œuvre beläuft sich auf ca. 260 Kompositionen.

### Bühnenwerke
- Reineke Fuchs, Oper für Schauspieler (1968)
- La Vita, Ballett (1985)
- Die Reise, Kammeroper (1992, UA 1998)

### Orchesterwerke
- Sinfonietta für Kinder (1969) OCLC 836456818
- Emotionen für großes Orchester (1971) OCLC 247187145
- Briefe für Orchester (1978)
- Musik für Orchester (1980)
- Situationen für Orchester (1980)
- Musik zu Bach für Orchester (1982–83)
- Triptychon 2000 für Orchester (1997–99)
- Requiem für G. Domhardt für Orchester (1998)

### Solowerke mit Orchester
- Konzert für Violine und Orchester Nr. 1 (1963) OCLC 4386631
- Konzert für Klavier und Orchester (1974)
- Orgelkonzert 1 (1975)
- Canzoni alla notte (deutsch: Gesänge an die Nacht) für Bariton und Orchester, Text: Salvatore Quasimodo (1974) OCLC 8828565
- Konzert für Violine und Orchester Nr. 2 (1992)
- Konzert für Schlagzeug und Streicher (2001)

### Chorwerke mit Orchester
- Lidice-Kantate, im Museum von Lidice für Baritonsolo, gemischten Chor und Orchester, Text: Franz Fühmann  (1959) OCLC 750945543
- Wenn der Wacholder wieder blüht, Oratorium (1960)

### Chorwerke a cappella
- Aphorismen über die Liebe für 4-8stimmigen gemischten Chor a cappella (1970/72) OCLC 224160262: I Das ist die wahre Liebe, Text: Johann Wolfgang von Goethe – II Venus löste sich auf – und Welt wurde, Text: Georg Maurer – III Der Tag ist der Vormittag für den Abend, Text: Rainer Kirsch – IV Mädchenhände, sanfte Vögel des Sommers, Text: Manfred Streubel – V Wir sind einander wie warmer Sommerregen, Text: Marianne Dreifuß – VI Mein Herz lockst du überall hin, Text: Georg Maurer – VII Eh sich dein Mund mir auftut, Text: Jo Schulz
- Te Deum für 4-stimmigen gemischten Chor a cappella (2001)

### Kammermusik
- Sonatine für Flöte und Klavier (1955) OCLC 255278697
- Trio für Oboe, Viola und Violoncello (1957) OCLC 255276714
- Streichquartett (1959) OCLC 724495549
- 2. Streichquartett (1965) OCLC 844909316
- Gedanken über ein Klavierstück von Prokofjew – Kammermusik für Klavier und 10 Solo-Instrumente (1967) OCLC 43205252
- Kammersinfonie (1967) OCLC 725120290
- 3. Streichquartett (1970) OCLC 935575657
- 4. Streichquartett (1971) OCLC 165428903
- Pour la flûte für Flöte solo (1973)
- Kammermusik für Oboe, Cello und Schlagwerk zu Kleists „Die Marquise von O.“ (1974)
- Hommages à PHL für Streichquintett und Schlagzeug (1975) OCLC 1072941617
- Begegnungen für Oboe, Posaune, Schlagwerk, Klavier, Viola, Violoncello und Kontrabass (1977)
- Sechstes Streichquartett (1977)
- Reflexionen für 14 Streicher (1978–79)
- Konfrontationen für Flöte, Posaune, Schlagwerk, Viola und Bass-Klarinette (1986)
- Musik für 3 Schlagzeuger (1995)
- Musikalische Antworten auf Johann Sebastian Bach für Flöte und Orgel (1999)

### Werke für Singstimme oder Sprecher mit Instrumentalbegleitung
- Trage die Flamme voran : so dunkel ist keine Nacht für Singstimme und Klavier, Text: Hasso Grabner (1960) OCLC 724496676
- Sieben Lieder nach Gedichten von Wolfgang Borchert, für mittlere Stimme und Klavier (1966) OCLC 247987855: I Kinderlied – II Liebesgedicht – III Legende – IV Der Mond lügt – V Nachts – VI Versuch es! – VII Aranka
- Schrei. Hätte mein Wort doch die Macht für Gesang (auch chorisch) und Klavier, Text: Helmut Preißler (1966) OCLC 724494783
- Kinderlied für Gesang und Klavier, Text: Franz Fühmann (1967) OCLC 698623226
- Drei Liebeslieder aus den „Carmina Burana“ für Sopran (oder Tenor) und Cembalo (1968) OCLC 902654578: I Bevat: Estivali sub fervore – II Dulce solum – III De pollicito. Deutsche Übersetzung von Karl Langosch: I Abweisende Schäferin – II Tödliche Liebe – III Liebeskummer
- Schatten Rosen Schatten, für Singstimme und Klavier, Text: Ingeborg Bachmann (1969)
- Prometheus für Sprecher, Klavier und Schlagwerk (1986)
- Lieder nach Texten der Hildegard von Bingen für Mezzosopran und Querflöte (1998)

### Solowerke für Tasteninstrumente
- Suite für Klavier (1953) OCLC 315417913
- Kleine Klaviermusik (1959) OCLC 257044857
- Kontrapunkte für Cembalo oder Klavier (1970) OCLC 936028064
- Wandel und Spektrum für Orgel (1972) OCLC 165428906
- Wandlungen für Orgel (1972)
- Spektrum für Orgel (1973)
- Epitaph für Cembalo (1974)
- Genesis und Evolution für Orgel (1980/81)
- In memoriam Witold Lutosławski für Viola solo (1995)
- Geistliches Triptychon für Orgel solo (überarbeitete Fassung 1999)
- Orgelmesse für Orgel solo (2006)

### Filmmusik
- 1971: Rosa Luxemburg – Stationen ihres Lebens

### Hörspielmusik
- 1970: Stephan Hermlin: Scardanelli – Regie: Fritz Göhler (Hörspiel – Rundfunk der DDR)
- 1973: Alfred Matusche: Van Gogh – Regie: Peter Groeger (Biographie – Rundfunk der DDR)

### Schriften
- Situationen, Reflexionen, Gespräche, Erfahrungen, Gedanken.  Hrsg. von Annelore und Jürgen Mainka. In Zusammenarbeit mit der Sektion Musik der Akademie der Künste der DDR. Verlag Neue Musik, Berlin 1986.

## Einspielungen

### Als Komponistin
- Lidice-Kantate, Kurt Kögel (Bariton), Solistenvereinigung des Deutschlandsenders, Großer Chor des Berliner Rundfunks, Mitglieder des Berliner Rundfunk-Sinfonie-Orchesters, Leitung: Helmut Koch, VEB Deutsche Schallplatte, 1962 OCLC 824672674
- Wenn der Wacholder wieder blüht (1960), Oratorium von der Freiheit; gekürzte Fassung, Jutta Vulpius (Sopran), Soňa Červená (Alt). Rolf Apreck (Tenor). Reiner Süß (Bass), Solistenvereinigung und Großer Chor des Berliner Rundfunks, Berliner Rundfunk-Sinfonie.Orchester. Leitung: Helmut Koch, VEB Deutsche Schallplatte, 1962 OCLC 809149633

### Als Interpretin
- Englische Virginalmusik, Ruth Zechlin (Klavier), VEB Deutsche Schallplatten, 1965 OCLC 909136105